# Ansgar Krook
Nils Ansgar Paul Krook, född  2 maj 1962 i Uppsala, död 29 september 1992 i Stockholm i aids, var en svensk dirigent och sångare (gossopran).
År 1984 grundade han Kammarensemblen, en ensemble specialiserad på 1900-talsmusik. Han erhöll Föreningen Svenska tonsättares interpretpris 1989.
År 1975 medverkade Krook i Ingmar Bergmans film Trollflöjten som en av de tre gossarna. Krook är gravsatt på Tensta kyrkogård.

## Filmografi
1975 – Trollflöjten